# آلن یونگ
آلن یونگ (انگلیسی: Alan Young؛ زادهٔ ۱۹ نوامبر ۱۹۱۹ - درگذشته ۱۹ مهٔ ۲۰۱۶) یک بازیگر سینما، هنرپیشه، و صدا پیشه اهل بریتانیا بود.
از فیلم‌ها یا برنامه‌های تلویزیونی که وی در آن نقش داشته‌است می‌توان به آثار زیر اشاره کرد.
- جوجه هر یکشنبه
- آندروکلس و شیر
- تام انگشتی (فیلم)
- ماشین زمان (فیلم ۱۹۶۰)
- کاراگاه موش بزرگ
- ماجراهای اردک: چراغ جادو
- پلیس بورلی هیلز ۳
- ماشین زمان (فیلم ۲۰۰۲)
- بخش فوریت‌های پزشکی (مجموعه تلویزیونی)